# Valtatie 16
La Valtatie 16 (in svedese Riksväg 16) è una strada statale finlandese. Ha inizio a Seinäjoki e si dirige verso est dove si conclude dopo 106 km nei pressi di Kyyjärvi.

## Percorso
La Valtatie 16 tocca i comuni di Lapua, Lappajärvi e Alajärvi.

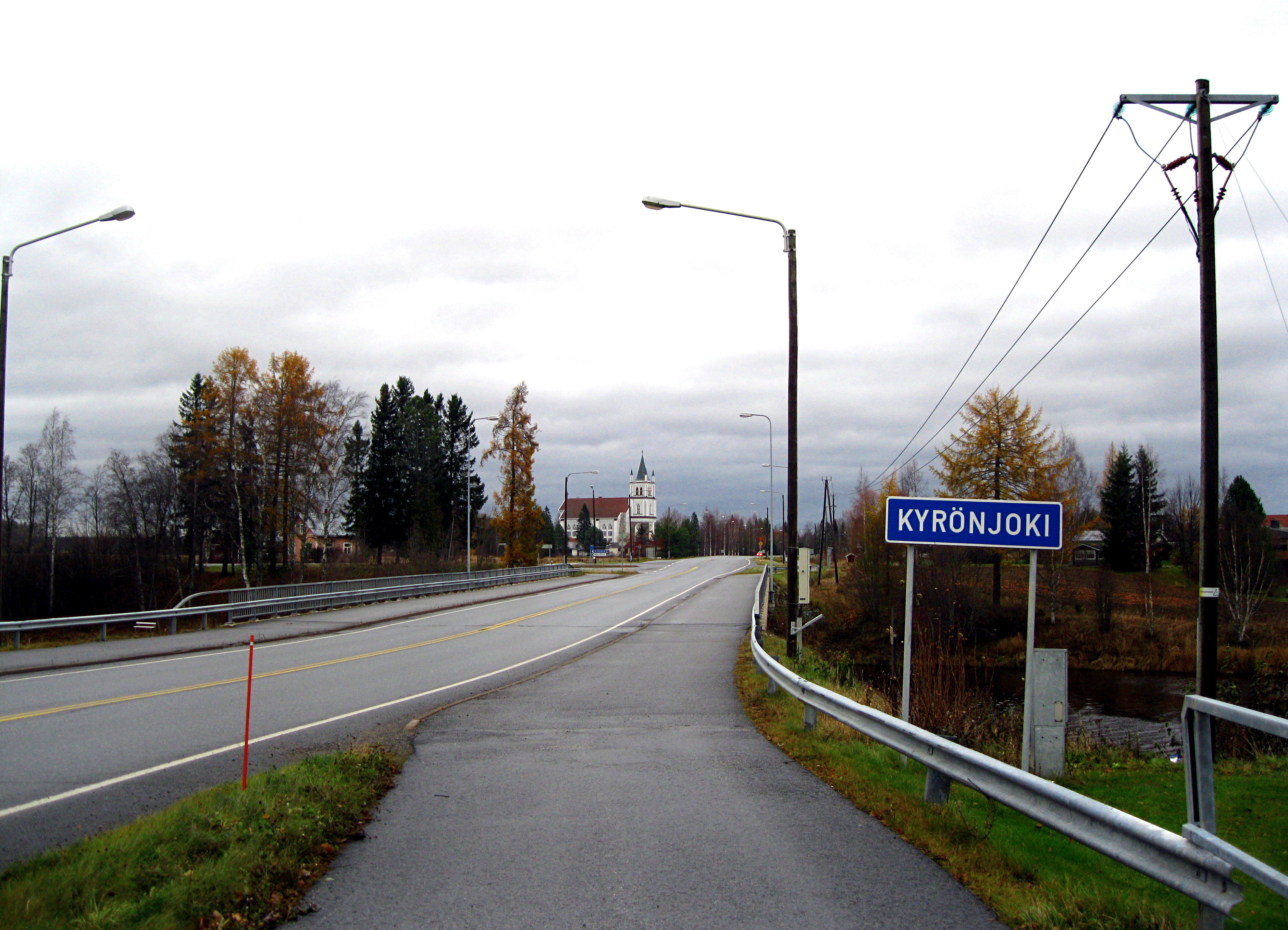
La Valtatie 16 in località Ylistaro